# Xantusiidae
Xantusiidae este o familie de șopârle.